# Lars Carell
Lars Johan Adolf Carell, född 10 januari 1893 i Stockholm, död 19 januari 1975 i Stockholm, var en svensk militär och konstnär.
Han var son till musikanföraren Adolf Emanuel Carell och Maria Kristina Gerling och från 1924 gift med Gun Sandblom. Han var kusin till Gösta Carell. Han bedrev violinstudier vid Musikhögskolan 1907-1911 och avlade studentexamen 1913. Han blev fänrik vid Trängtrupperna 1915 och kapten 1933. Han studerade konst för Helmer Osslund 1918-1923 och bedrev därefter självstudier. Separat ställde han bland annat ut i Västerås och Tidaholm, tillsammans med Gerhard Larsson ställde han ut i Skövde 1942. Hans konst består av porträtt, stilleben, figurer och landskap med motiv från Norrland och Västergötland i olja eller gouache samt polykroma träskulpturer. Carell är representerad med en medalj i brons vid Nationalmuseum.